# Joachim Lorenz
Joachim Lorenz (* 1956 in Dettingen) ist ein deutscher Mineraliensammler und Spezialist für den Spessart und seine Mineralien, Gesteine und Fossilien. Darüber hat er – oft in Gemeinschaften mit anderen – in den unterschiedlichsten Zeitschriften publiziert.

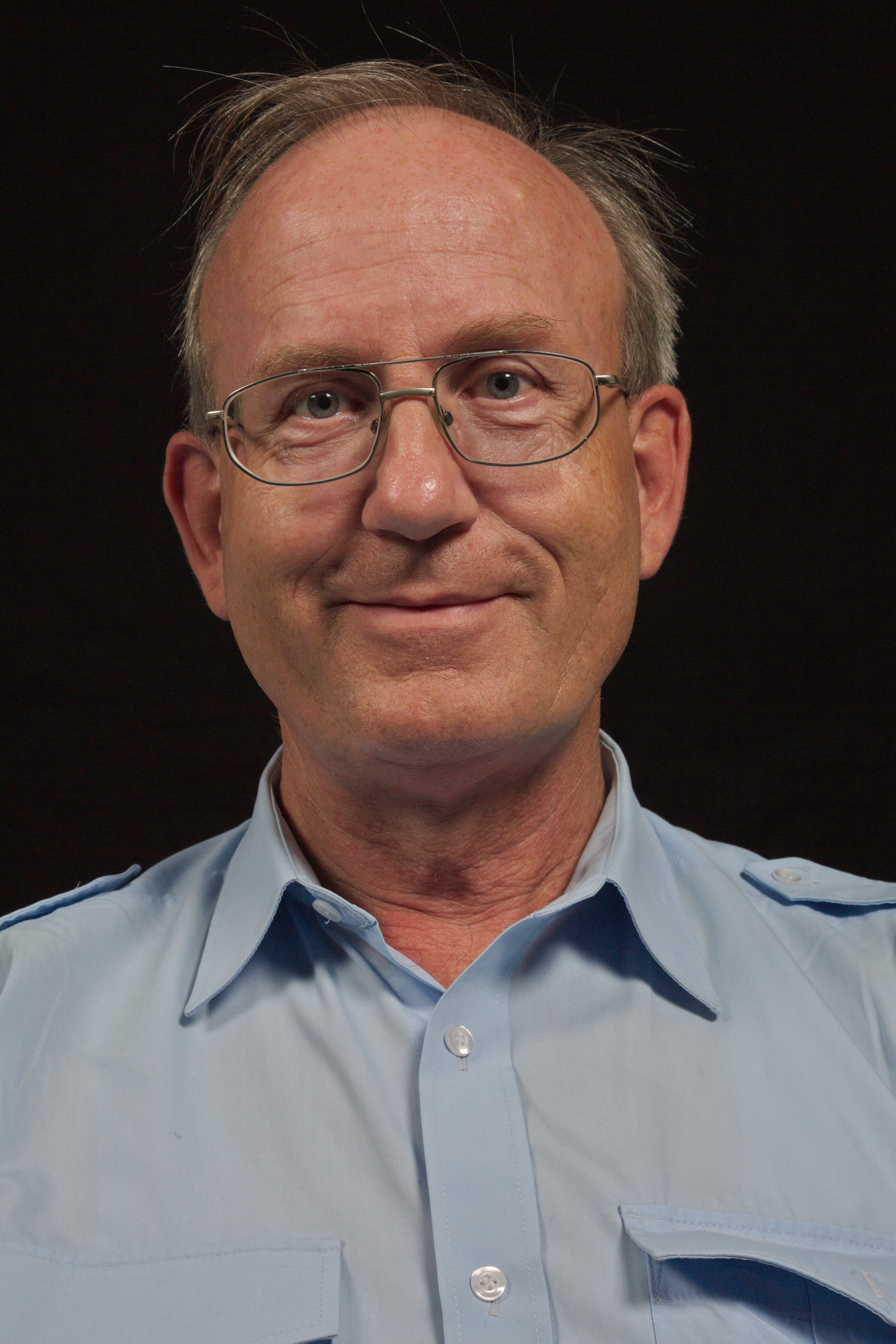
Joachim Lorenz 2018

Lorenz ist gelernter Maschinenschlosser, Industriemeister und leitet das Sicherheitsmanagement mit einer Werkfeuerwehr in einer Maschinenbaufirma in Offenbach. Als Mineraloge und Geologe ist er Autodidakt, betreibt Mineraldiagnostik mittels Pulver-Röntgendiffraktion, Raster-Elektronenmikroskopie und bestimmt Gesteine und deren Bestandteile anhand von Dünnschliffen. Er lebt seit seiner Geburt in Karlstein am Main.
Lorenz ist Erstbeschreiber des Minerals Sailaufit aus der Gruppe der Mitridatite, ein schwarz glänzendes Mineral mit Typlokalität in den Manganerzgängen des Rhyolith der Hartkoppe bei Sailauf. 2014 gehörte er zu den Erstbeschreibern von Okruschit (benannt nach Martin Okrusch), 2012 von Vendidait, 2016 vom Magnesiovoltait und Riotintoit.
Er ist mit Martin Okrusch und Gerd Geyer Co-Autor eines Geologischen Führers in den Spessart und Autor eines Buches über Mineralien und Gesteine des Spessart. Weiter publizierte er einen Tagungsband über den grünen Porphyr aus Griechenland und den roten Porphyr aus Ägypten; die originalen Steinbrüche suchte er zur Probennahme auf. 2015 veröffentlichte er ein umfangreiches Buch zum Steinbruch Juchem bei Idar-Oberstein. 2018 kam ein Buch über den Tunnelbach zwischen Laufach und Heigenbrücken hinzu. 2018 reiste er eigens dafür nach Russland, um eine Biographie über Franz Ludwig von Cancrin zu vervollständigen.
1996 erhielt er den Wilke-Preis der Vereinigung der Freunde der Mineralogie und Geologie e.V. (VFMG), Herausgeber der Zeitschrift Der Aufschluss.

## Schriften
- mit Winfried Weinelt: Der Basalt von Winzenhohl im südlichen kristallinen Vorspessart. In: Aufschluss 32, Heidelberg 1981, S. 25–27
- mit Winfried Weinelt: Ein neues Basaltvorkommen im südlichen kristallinen Vorspessart. In: Aufschluss 34, Heidelberg 1983, S. 405–406
- Hugo Bücking (1851-1932) – ein seinerzeit bekannter Mineraloge aus dem früheren Bergbauort Bieber im Spessart.- Jahresberichte der Wetterauischen Gesellschaft für die gesamte Naturkunde zu Hanau, 155. – 157. Jahrgang, Seite 121 – 176, 12 Abb., Hanau 30. August 2007
- mit Martin Okrusch, Gerd Geyer: Spessart : geologische Entwicklung und Struktur, Gesteine und Minerale, Borntraeger, Sammlung Geologischer Führer 106, 2011
- mit Martin  Okrusch, Gerd Geyer, Jürgen Jung, Gerrit Himmelsbach, Carlo Dietl: Spessartsteine, Karlstein: Helga Lorenz Verlag 2010, ISBN 978-3-00-031788-0
- mit Ralf T. Schmitt & Andreas Völker (2011): Count Georg Cancrin and the history of cancrinite discovery.- Mineralogical Almanac, Band 16, Heft 2, S. 24 – 32, 20 figs.
- Der Zechstein-Dolomit von Alzenau und seine Mineralien.- Nachr. naturwiss. Mus. Aschaffenburg 104 1997, S. 3–34
- Sailaufit – das 4. neue Mineral aus dem Spessart, Nachrichten des naturwissenschaftlichen Museums der Stadt Aschaffenburg, Band 108, 2006, S. 1–14
- als Herausgeber mit dem Naturwissenschaftlichen Verein Aschaffenburg [Hrsg.] (2012): Porphyre.- Mitteilungen des Naturwissenschaftlichen Museums Aschaffenburg, Band 26, 188 S., 228 meist farb. Abb., 3 Tab., Helga Lorenz Verlag, Karlstein.
- mit Gerd Geyer: Quo vadis Buntsandstein? Ungeahnte Fallstricke der Nomenklatur und Stratigraphie im Spessart, Jahresberichte der wetterauischen Gesellschaft für die gesamte Naturkunde zu Hanau, Band 163–164, 2014, Themenband Spessart, S. 33–73
- mit Kay Müssig (Hrsg.) (2015): Juchem. Achate Drusen Sammler. Der berühmte Steinbruch bei Niederwörresbach in der Region Idar-Oberstein.- Mitteilungen des Naturwissenschaftlichen Museums Aschaffenburg, Band 27, 516 S., 1.504 meist farb. Abb., 12 Tab., Hrsg. vom Naturwissenschaftlichen Verein Aschaffenburg e. V., Helga Lorenz Verlag, Karlstein a. Main
- mit Ralf T. Schmitt, & Andreas Völker (2018): Die untertägige Mangan- und Eisenerzgrube „Heinrich“ zwischen Eichenberg und Sailauf im Spessart – später die Grube „Marga“ auf Schwerspat.- S. 483 – 508, 15 Abb., 5 Tab., Jahresberichte und Mitteilungen des Oberrheinischen Geologischen Vereins Neue Folge 100 für das Jahr 2018, S. 1 –  584, 336 Abb., 27 Tab., [E. Schweizerbart´sche Verlagsbuchhandlung] Stuttgart.
- als Herausgeber (2018): Die Tunnel zwischen Laufach und Heigenbrücken. Die Jahrhundertbaustelle der Umfahrung des Schwarzkopftunnels: Geologie, Mineralogie, Geschichte, Bau und Technik der neuen Eisenbahntunnel durch den Spessarts.- Mitteilungen des Naturwissenschaftlichen Museums Aschaffenburg, Band 29, 458 S., 1.264 meist farb. Abb., 11 Tab., Naturwissenschaftlicher Verein Aschaffenburg e. V., Helga Lorenz Verlag, Karlstein a. Main.
- mit Marous M. Abu El-Enen, K. A. Ali, Volker von Seckendorff, Martin Okrusch, Ulrich Schüssler, Helene Brätz, Ralf T. Schmitt (2018): A new look on Imperial Porphyry – a famous ancient dimension stone from the Eastern Desert of Egypt: Petrogenesis and cultural relevance.- International Journal of Earth Sciences / Geologische Rundschau, Band 107, Nr. 7, S. 393–408